# Apamea borea
Apamea borea là một loài bướm đêm trong họ Noctuidae.